# Bolboceras berytensis
Bolboceras berytensis là một loài bọ cánh cứng trong họ Geotrupidae. Loài này được Petrovitz miêu tả khoa học năm 1963.